# غلوكورونولاكتون

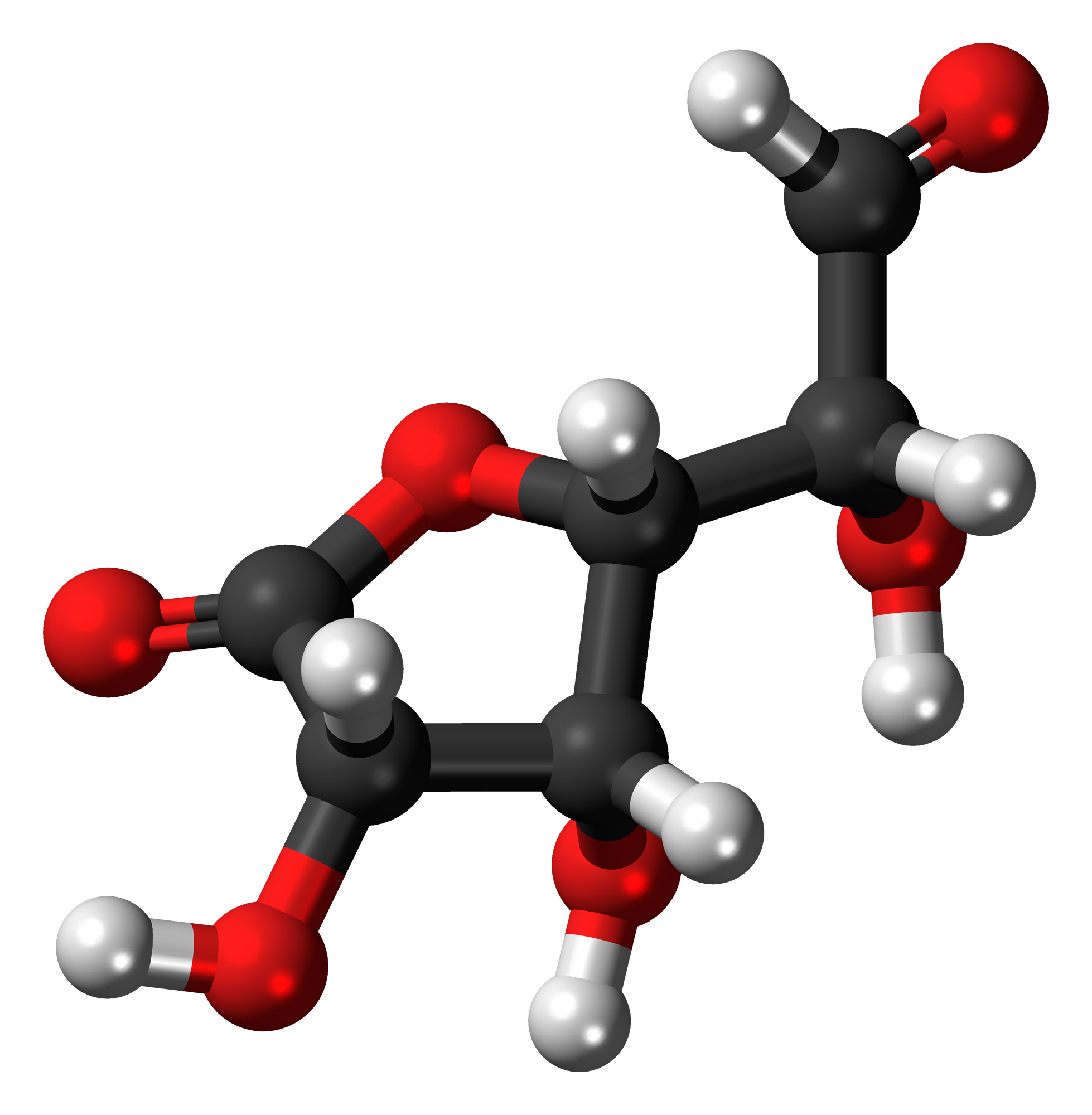
شكل توضيح مادة غلوكورونولاكتون

غلوكورونولاكتون هي مادة موجودة في الكبد بشكل طبيعي ينتجها ايض الجلوكوز. المدخول اليومي اللازم للجسم منها 2 ملليغرام تقريباً ولكن نسبة هذه المادة الموجودة في عبوة معدنية واحدة تصل حتى 600 ملليغرام. جرعة زائدة من هذه المادة تؤدي إلى اضطرابات في النوم، السكري، ارتفاع ضغط الدم، تسمم الكلى.